# Multi-Pointer X
Multi-pointer X (MPX) é uma parte da X input extension e anteriormente uma modificação ao existente ao X.Org, e uma implementação do X Window System. MPX oferece múltiplos ponteiros independentes no nível de sistema de janelas. Estas indicações são todas ligadas a um computador. Ao contrário de muitas outras aplicações multi-ponteiros e toolkit, o MPX permite que muitas das actuais aplicações X11, rodem sem modificações, enquanto continua a fornecer recursos adicionais de entrada. Por exemplo, vários usuários podem operar simultaneamente diferentes aplicações ao mesmo tempo. Algumas aplicações não funcionam como o esperado devido a limitações nos kits de ferramentas que eles usam. As limitações são causadas pelo facto de apenas um ponteiro existir.

## Gerenciador de Janelas
Combinado com a prova de conceito do gerenciador de janelas MPWM, o MPX oferece recursos avançados tais como o movimento simultâneo ou redimensionamento de aplicativos de janelas, por anotação ponteiro por cima de uma aplicação e suporte de entrada restrita (controle de chão). Os aplicativos que estão cientes dos ponteiros extras também são capazes de fazer uso deles, como duas mãos em desenho.

## História
MPX foi criado por Peter Hutterer em 2005-2008, como parte de seu PhD no Wearable Computer Lab sob a supervisão do Prof Bruce H. Thomas na Universidade da Austrália Meridional.
MPX foi incorporada a versão de desenvolvimento atual do X.Org em 26 de maio de 2008..
Xinput2 (XI2), que é a versão oficial segunda API estável da X input extension, contém MPX e foi incorporada pela versão de desenvolvimento atual do X.Org em 3 de junho de 2009,  e lançado como parte do XServer 1.7 em 02 de outubro de 2009.